# Nebomske pesmi
Pesniška zbirka z naslovom Nebomske pesmi je izšla leta 1994 kot prva samostojna pesniška zbirka Barbare Gregorič Gorenc. Sestavljena je iz dvaindvajsetih krajših pesmi, ki so napisane v prvi osebi ednine. Jezik je preprost, razkriva intenzivna otroška čustva. V njej nastopata lika Nebomske deklice in dečka. Pesmi se dotikajo tako notranjih doživljanj otroka kot tudi otroških razlag vzrokov obstajanja različnih predmetov.

## Predstavitev lika
Nebomska deklica je uporna, samostojna, sodobna, drugačna. Predstavljena je kot odločno nasprotje dekletom, ki si želijo biti princeske. Medtem ko je druga deklica, ki je v zbirki omenjena, Tamara, tipični idealizirani lik deklice z rožnatimi pentljami v laseh, ki se boji celo navadnih glist, je Nebomska deklica popolno nasprotje tega. Nebomska deklica kaže jezik, noče odrasti, dirja po dvorišču, loputa z vrati, meče kamenje, se jezi, išče lastne pravice, se kuja, joče, večkrat pa tudi kuje maščevanje zoper dolgočasen, krivičen svet odraslih. Hkrati, ko se Nebomska deklica kaže kot nekaj drugačnega, v samem bistvu ostaja čisto običajno dekle, ki ima rada sladoled, je ljubosumna, zbira papirnate prtičke, ima slabe dni in je večkrat močno osamljena. Njene odločitve o načinih maščevanja staršem, prijatelju Nejcu in njegovi simpatiji Tamari, na trenutke delujejo močno okrutne in ostre. Sklene jih zastrupiti, uničiti, zastrahovati, oropati, poškodovati, jim povzročiti bolečine. V svoji jezi ne izbira besed. Zanimivi so tudi opisi predmetnosti, saj si vsako stvar predstavlja zelo živo in nazorno. 

### Naslovi pesmi v zbirki
- Jezik kažem
- Potemska pesem
- Jeza
- Hudobno in zlobno
- Tamara je koza '89
- Tamara je koza '91
- Nežna deklica
- Danes
- Jokalica
- Solzni polžki
- Junij
- Vonjarna
- Kaj je stetoskop
- Arzenal
- Miza se niža
- Dejan
- Podmornice
- Tactika
- Mlečna mačka
- Odkod morske zvezde
- S padalom
- Bomska pesem
- Trenutki/občutki

## Izdaje
- Pesniška zbirka Nebomske pesmi je izšla leta 1994 pri Državni založbi Slovenije. Delo je ilustriral Igor Cvetko.